# Taboadela (Paderne de Allariz)
Taboadela es una aldea situada en la parroquia de Figueiroá, del municipio español de Paderne de Allariz, en la provincia de Orense, Galicia.

## Demografía
| Gráfica de evolución demográfica de Taboadela entre 2000 y 2023 |
|                                                                 |
| Datos según el nomenclátor publicado por el INE.                |

## Naturaleza

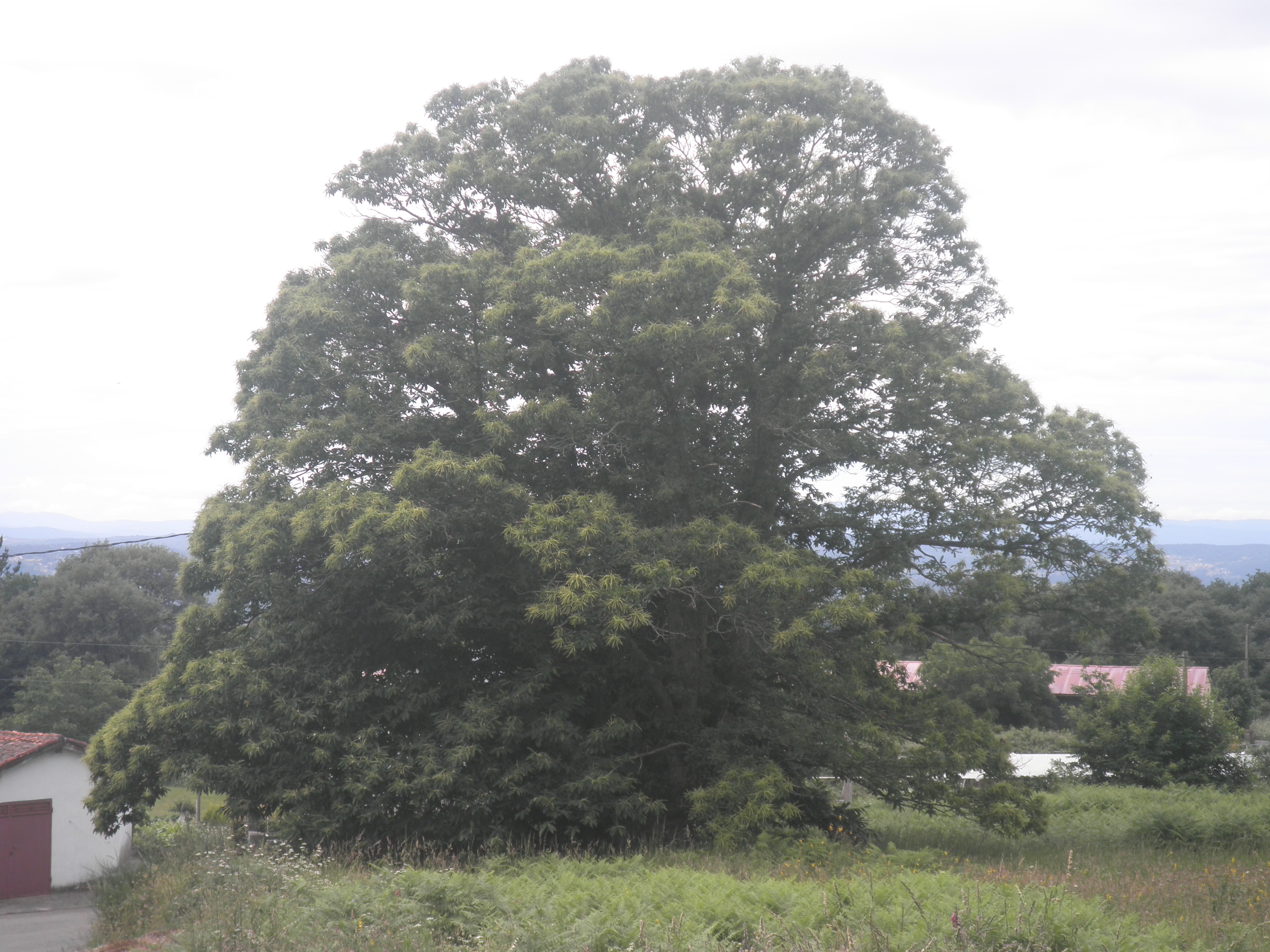
Castaño centenario

La vegetación autóctona la componen básicamente robledos y monte bajo. Hay dos castaños centenarios.
Al estar en un enclave boscoso, la fauna salvaje es variada: jabalíes, corzos, tejones, conejos, zorros...

## Distancia a otras localidades
- Orense: 15 km
- Maceda: 8 km
- Saa: 1 km

## Iglesias
El pueblo pertenece a la parroquia de Figueiroá. La iglesia tiene alrededor de 200 años y está rodeada de un cementerio.

## Restos históricos
Hace años, como excursión de los colegios, fueron al monte del castro, donde se encontraban restos de cerámica.